# Distretto di Bovino
Il distretto di Bovino fu una circoscrizione amministrativa di secondo livello del Regno di Napoli e, quindi, del Regno delle Due Sicilie. Il distretto, subordinato alla provincia di Capitanata, era costituito da 21 comuni e il capoluogo era fissato nella città di Bovino.

## Istituzione e soppressione
Quando con la legge 132 del 1806 Sulla divisione ed amministrazione delle province del Regno, varata l'8 agosto di quell'anno da Giuseppe Bonaparte, l'amministrazione periferica e la ripartizione territoriale del Regno di Napoli furono riformate sulla base del modello francese, Bovino e buona parte del territorio che ne costituirà il distretto furono ricompresi nel distretto di Foggia.
Fu nel 1811, con decreto 922 del 4 maggio Per la nuova circoscrizione delle quattordici provincie del Regno di Napoli, a firma di Gioacchino Murat, che si ebbe l'elevazione di Bovino a capoluogo di distretto. L'istituzione di questa circoscrizione, ad ogni modo, rientrava nell'ambito di una riorganizzazione amministrativa e territoriale della provincia di Capitanata, che portò alla soppressione del distretto di Manfredonia, alla creazione dei nuovi distretti di Bovino e San Severo e al passaggio del distretto di Larino, radicalmente trasformato nella sua composizione territoriale, alla provincia di Molise.
Dopo l'occupazione garibaldina e l'annessione al Regno di Sardegna, del 1860, e con la proclamazione del Regno d'Italia, del 1861, l'ente fu soppresso.

## Suddivisione in circondari
Il distretto di Bovino, come gli altri distretti del reame, era suddiviso in successivi livelli amministrativi gerarchicamente dipendenti dal precedente. Al livello immediatamente successivo, infatti, vi erano i circondari, che, a loro volta, erano costituiti da comuni.
Le funzioni dei circondari riguardavano esclusivamente l'amministrazione della giustizia. Tali circoscrizioni, che costituivano il terzo livello amministrativo dello stato, delimitavano un ambito territoriale che abbracciava, generalmente, uno o più comuni, tra i quali veniva individuato un capoluogo. In particolare, il distretto di Bovino era suddiviso in 9 circondari, quattro dei quali composti da un unico comune.
Elenco dei circondari:
- Circondario di Bovino: Bovino, Castelluccio de' Sauri, Panni, Savignano[3]
- Circondario di Ascoli: Ascoli
- Circondario di Accadia: Accadia, Anzano, Monteleone
- Circondario di Candela: Candela
- Circondario di Castelfranco[4][5]: Castelfranco, Ginestra de' Schiavoni, Montefalcone
- Circondario di Troia: Troia, Castelluccio Val Maggiore, Celle, Faeto
- Circondario di Deliceto: Deliceto
- Circondario di Orsara: Orsara, Greci[3], Montaguto[3]
- Circondario di Sant'Agata: Sant'Agata